# Аль-Ахзаб
Аль-Ахза́б (араб. الأحزاب — Сонмы) — тридцать третья сура Корана. Сура мединская. Ниспослана между сурами Аль Имран  и Мухаммад . Состоит из 73 аятов.

## Содержание
Сура содержит наставления Аллаха о необходимости любить и повиноваться посланнику и о необходимости проявлять уважение к женам пророка — уммахат аль-му’минин (матерям верующих). В суре перечисляются нормы и правила поведения, которым должны следовать жены пророка. Указывается также, что пророку, имеющему девять жен, не дозволено впредь брать новых жен.
Далее рассказывается о битве мусульман с сонмами неверующих, о страхе и волнении, охвативших верующих, и о победе, которую они одержали, как им обещал Аллах.

## Толкование
- Существует мнение, что 63 аят этой суры напоминает о том, что люди не могут знать точное время прихода Судного дня[1].

 О Пророк! Бойся Аллаха и не повинуйся неверующим и лицемерам. Воистину, Аллах - Знающий, Мудрый. ۝ Следуй тому, что внушается тебе в откровении от твоего Господа. Воистину, Аллах ведает о том, что вы совершаете. ۝ Уповай на Аллаха, и довольно того, что Аллах является Попечителем и Хранителем! ۝ Аллах не даровал человеку двух сердец в одном теле. Он не сделал вашими матерями тех ваших жён, которых вы объявляете запретными для себя, и не сделал ваших приёмных сыновей вашими сыновьями. Это - всего лишь слова из ваших уст. Аллах же глаголет истину и наставляет на прямой путь. ۝ Зовите их (приемных детей) по именам их отцов. Это более справедливо перед Аллахом. Если же вы не знаете их отцов, то они являются вашими братьями по вере и вашими близкими. Не будет на вас греха, если вы совершите ошибку, если только вы не вознамерились совершить такое в сердце. Аллах - Прощающий, Милосердный. ۝ Пророк ближе к верующим, чем они сами, а его жёны - их матери. В соответствии с предписанием Аллаха, кровные родственники ближе друг к другу, чем верующие и мухаджиры, если только вы не сделаете добро своим друзьям. Так было записано в Писании (Хранимой скрижали). 
—  33:1—6 (Кулиев)